# Stéphane Courtois
Stéphane Courtois (născut pe 25 noiembrie 1947) este un istoric francez, un autor de studii referitoare la comunism, cu o reputație internațională, specializat pe istoria comunismului și genocidurile acestuia și autorul mai multor cărți.
Cartea neagră a comunismului, o carte editată de Courtois, a fost tradusă în numeroase limbi, vândută în milioane de exemplare și este considerată o lucrare de căpătâi despre genocidurile comunismului. Universitar și cercetător, Courtois este cunoscut în România prin participarea la manifestările organizate de Memorialul Victimelor și al Rezistenței de la Sighetu Marmației.
Courtois este director de cercetări la Centrul Național Francez de Cercetări Științifice, în Géode (grup de studio și observație a democrației) la Universitatea Paris Ouest Nanterre La Défense, precum și professor la Institutul Catolic de Studii Superioare. Este editorul ziarului Comunism, pe care l-a înființat împreună cu Annie Kriegel în 1982 și este membru al Cercului de Oratorie Think Tank.
Pe timpul studenției, din 1968 și până în 1971, Courtois a fost maoist, deși va deveni ulterior un anti-comunist vădit și un suporter înflăcărat al democrației, pluralismului politic, drepturilor omului și statului de drept.
Courtois afirmă că socialismul național și comunismul sunt sisteme totalitare ușor diferite și că comunismul este responsabil pentru moartea a cca 100 milioane de oameni în secolul 20. El afirmă, totodată, că național-socialiștii și-au împrumutat măsurile represive de la cele sovietice.
Potrivit lui Courtois, "o viziune unilaterală asupra genocidului comis asupra evreilor, într-o încercare de a caracteriza Holocaustul drept  o atrocitate unică, a împiedicat evaluarea altor episoade de magnitudine comparabilă în lumea comunistă ".

## Publicații
- Le PCF dans la guerre, De Gaulle, la Résistance, Staline..., Ramsay, 1980
- În colaborare cu Marc Lazar, Le Communisme, MA éditions, Paris, 1987, 276 p. ISBN|978-2866762445
- În colaborare cu Adam Rayski (ed.), Qui savait quoi ? L'extermination des juifs, 1941-1945, La Découverte, Paris, 1987, 235 p. ISBN|978-2707117052
- În colaborare cu Adam Rayski and Denis Peschanski Le sang de l'étranger - les immigrés de la MOI dans la Résistance, Fayard, 1989. Traduction allemande L'Affiche rouge, Immigranten und Juden in der französischen Résistance, Verlag Schwarze Risse, Berlin, 1994
- În colaborare cu Shmuel Trigano and Marc Lazar, Rigueur et passion. Hommage à Annie Kriegel, Éditions Cerf, Paris, 1992. ISBN|978-2204049474
- În colaborare cu Marc Lazar, Histoire du Parti communiste français, PUF, Paris, 1995, 480 p. ISBN|978-2130470489|978-2130510635
- (ed.), Le Livre noir du communisme. Crimes, terreur, répression, Robert Laffont, Paris, 1997, 923 p. ISBN|978-2221082041|978-2266086110|978-2221088616
- Publicată în engleză ca The Black Book of Communism: Crimes, Terror, Repression, Harvard University Press, 1999, 858 p., ISBN 0-674-07608-7
- În colaborare cu Annie Kriegel, Eugen Fried, le grand secret du PCF, Seuil, Paris, 1997 ISBN|978-2020220507
- În colaborare cu Ernst Nolte and Jean-Marie Argelès, Guerre civile européenne 1917-1945, Éditions de Syrtes, 2000 ISBN|978-2845450134
- (ed.), Quand tombe la nuit. Origines et émergence des régimes totalitaires en Europe, 1900-1934, L'Âge d'Homme, 2001, 415 p. ISBN|978-2825116104
- (ed.), Regards sur la crise du syndicalisme, L'Harmattan, 2001 ISBN|978-2747514620
- (ed.), Du Passé faisons table rase ! Histoire et mémoire du communisme en Europe, Robert Laffont, 2002 ISBN|978-2221095003

Mémoires d'André Bergeron, Éditions du Rocher, 2002 ISBN|978-2268043609
- (ed.), Une si longue nuit. L'apogée des régimes totalitaires en Europe, 1935-1953, Éditions du Rocher, 2003, 532 p. ISBN|978-2268045825
- (ed.), Les Logiques totalitaires en Europe, Éditions du Rocher, 2006, 615 p. ISBN|978-2268059785
- (ed.), Le Jour se lève. L'héritage du totalitarisme en Europe, 1953-2005, Éditions du Rocher, 2006, 494 p. ISBN|978-2268057019
- În colaborare cu Ismail Kadare and Shaban Sinani, Le Dossier Kadaré, Odile Jacob, 2006 ISBN|978-2738117403
- Communisme en France - De la révolution documentaire au renouveau historiographique, Éditions Cujas, Paris, 2006 ISBN|978-2254076048
- Memento Goulag - Mémoire et jugement du communisme, Éditions Cujas, Paris, 2007 ISBN|978-2254076055
- (ed.), Dictionnaire du communisme, Éditions Larousse, Paris, 2007 ISBN|978-2035837820